# Utah Flash 2010-2011
La stagione 2010-11 degli Utah Flash fu la 4ª nella NBA D-League per la franchigia.
Gli Utah Flash arrivarono quinti nella Western Conference con un record di 28-22. Nei play-off persero ai quarti di finale con gli Iowa Energy (2-1).

## Roster
| N° | Naz.                   | Ruolo | Sportivo          | Anno | Alt. | Peso |
| -- | ---------------------- | ----- | ----------------- | ---- | ---- | ---- |
| 0  | Stati Uniti (bandiera) | G     | Orien Greene      | 1982 | 193  | 91   |
| 6  | Stati Uniti (bandiera) | G     | Kevin Kruger      | 1983 | 188  | 84   |
| 7  | Stati Uniti (bandiera) | G     | Dontell Jefferson | 1983 | 196  | 86   |
| 10 | Senegal (bandiera)     | C     | Amadou Mbodji     | 1986 | 208  | 104  |
| 10 | Francia (bandiera)     | GA    | Pape Sy           | 1988 | 199  | 81   |
| 12 | Stati Uniti (bandiera) | G     | Andre Ingram      | 1985 | 191  | 86   |
| 15 | Stati Uniti (bandiera) | G     | Ryan Thompson     | 1988 | 198  | 100  |
| 18 | Stati Uniti (bandiera) | G     | Carlos Medlock    | 1987 | 183  | 77   |
| 21 | Stati Uniti (bandiera) | A     | Jordan Brady      | 1983 | 198  | 100  |
| 22 | Stati Uniti (bandiera) | A     | Ronald Dupree     | 1981 | 201  | 95   |
| 23 | Costa Rica (bandiera)  | A     | Charles García    | 1988 | 206  | 100  |
| 24 | Stati Uniti (bandiera) | A     | Brian Hamilton    | 1982 | 198  | 93   |
| 32 | Stati Uniti (bandiera) | A     | Tony Gaffney      | 1984 | 206  | 98   |
| 32 | Sudan (bandiera)       | C     | Longar Longar     | 1983 | 211  | 104  |
| 33 | Stati Uniti (bandiera) | A     | Brandon Costner   | 1987 | 206  | 107  |
| 34 | Bahamas (bandiera)     | A     | Bennet Davis      | 1984 | 203  | 100  |
| 42 | Nigeria (bandiera)     | AC    | Nkem Ojougboh     | 1987 | 206  | 102  |
| 44 | Stati Uniti (bandiera) | C     | Lance Allred      | 1981 | 211  | 122  |
|    | Stati Uniti (bandiera) | G     | Anthony Harris    | 1985 | 188  | 86   |
|    | Stati Uniti (bandiera) | A     | Jeremy Evans      | 1987 | 206  | 89   |

## Staff tecnico
- Allenatore: Kevin Young
- Vice-allenatori: Gene Cross, Norm de Silva
- Preparatore atletico: Brady Howe